# Championnat de France féminin de football 1996-1997
Navigation
Édition précédente Édition suivante
Le National 1A 1996-1997  est la 23e édition du championnat de France féminin de football. Le premier niveau national du championnat féminin oppose douze clubs français en une série de vingt-deux rencontres jouées durant la saison de football. Les trois dernières places du championnat sont synonymes de relégation en Nationale 1B.
Lors de l'exercice précédent, l'USO Bruay-la-Buissière, l'ESOFV La Roche-sur-Yon et le Celtic de Beaumont, ont gagné le droit d'évoluer dans cette compétition à l'issue de la saison de National 1B.
À l'issue de la saison, le FCF Juvisy décroche le quatrième titre de champion de France de son histoire avec une bonne marge sur ses poursuivants. Dans le bas du classement, le Saint-Memmie Olympique, le Caluire SCSC et l'US Mans sont relégués après deux saisons au plus haut niveau.
| \| FC Lyon FCF Juvisy Toulouse OAC ASJ Soyaux Saint-Brieuc SC ESOFV La Roche-sur-Yon USO Bruay-la-Buissière VGA Saint-Maur Celtic de Beaumont Saint-Memmie Olympique Caluire SCSC US Mans \| Localisation des clubs engagés dans le championnat. |
| FC Lyon FCF Juvisy Toulouse OAC ASJ Soyaux Saint-Brieuc SC ESOFV La Roche-sur-Yon USO Bruay-la-Buissière VGA Saint-Maur Celtic de Beaumont Saint-Memmie Olympique Caluire SCSC US Mans                                                           |

## Participants
Ce tableau présente les douze équipes qualifiées pour disputer le championnat 1996-1997. On y trouve le nom des clubs, la date de création du club, l'année de la dernière montée au sein de l'élite, leur classement de la saison précédente, le nom des stades ainsi que la capacité de ces derniers.
Légende des couleurs
- Champion de National 1A la saison précédente.
- Promu de National 1B.

| Nom du club            | Date de création | Dernière montée | Classement 1995-1996 | Stade                      | Capacité | Victoires en championnat |
| ---------------------- | ---------------- | --------------- | -------------------- | -------------------------- | -------- | ------------------------ |
| FCF Juvisy             | 1971             | 1986            | 1                    | Stade Georges Maquin       | 2 000    | 3                        |
| ASJ Soyaux             | 1968             | -               | 2                    | Stade Léo Lagrange         | 4 800    | 1                        |
| Toulouse OAC           | 1980             | 1994            | 3                    | Stade de la Ramée          | 3 000    | /                        |
| Saint-Brieuc SC        | 1973             | -               | 4                    | Stade Fred-Aubert          | 13 500   | 1                        |
| FC Lyon                | 1970             | 1978            | 5                    | Plaine de Gerland          | 2 200    | 3                        |
| Caluire SCSC           | -                | 1995            | 6                    | -                          | -        | /                        |
| VGA Saint-Maur         | 1968             | -               | 7                    | Stade Adolphe-Chéron       | 3 500    | 6                        |
| Saint-Memmie Olympique | -                | 1995            | 8                    | Stade Déborah Jeannet      | -        | /                        |
| US Mans                | 1983             | 1995            | 9                    | Stade Léon-Bollée (Annexe) | 4 000    | /                        |
| Celtic de Beaumont     | 1970             | 1996            | N1B                  | Stade Saint-Menet          | -        | /                        |
| USO Bruay-la-Buissière | -                | 1996            | N1B                  | -                          | -        | /                        |
| ESOFV La Roche-sur-Yon | 1978             | 1996            | N1B                  | Stade de Saint-André       | 1 800    | /                        |

## Compétition

### Classement
Le classement est calculé avec le barème de points suivant : une victoire vaut trois points, le match nul un et la défaite zéro.
Critères de départage en cas d'égalité au classement :
1. classement aux points des matchs joués entre les clubs ex æquo ;
2. différence entre les buts marqués et les buts concédés par chacun d’eux au cours des matchs qui les ont opposés ;
3. différence entre les buts marqués et les buts concédés sur la totalité des matchs joués dans le championnat ;
4. plus grand nombre de buts marqués sur la totalité des matchs joués dans le championnat ;
5. en cas de nouvelle égalité, une rencontre supplémentaire aura lieu sur terrain neutre avec, éventuellement, l’épreuve des tirs au but.

| Rang | Équipe                   | Pts | J  | G  | N | P  | Bp | Bc | Diff |
| ---- | ------------------------ | --- | -- | -- | - | -- | -- | -- | ---- |
| 1    | FCF Juvisy T             | 57  | 22 | 18 | 3 | 1  | 64 | 18 | +46  |
| 2    | Toulouse OAC             | 50  | 22 | 16 | 2 | 4  | 66 | 16 | +50  |
| 3    | Saint-Brieuc SC          | 45  | 22 | 13 | 6 | 3  | 58 | 32 | +26  |
| 4    | FC Lyon                  | 38  | 22 | 12 | 2 | 8  | 42 | 29 | +13  |
| 5    | ASJ Soyaux               | 27  | 22 | 7  | 6 | 9  | 46 | 41 | +5   |
| 6    | VGA Saint-Maur           | 27  | 22 | 7  | 6 | 9  | 25 | 25 | 0    |
| 7    | USO Bruay-la-Buissière P | 27  | 22 | 7  | 6 | 9  | 41 | 47 | -6   |
| 8    | ESOFV La Roche-sur-Yon P | 25  | 22 | 8  | 4 | 10 | 33 | 41 | -8   |
| 9    | Celtic de Beaumont P     | 20  | 22 | 6  | 7 | 9  | 27 | 46 | -19  |
| 10   | Saint-Memmie Olympique   | 19  | 22 | 5  | 4 | 13 | 51 | 57 | -6   |
| 11   | Caluire SCSC             | 19  | 22 | 6  | 4 | 12 | 24 | 48 | -24  |
| 12   | US Mans                  | 0   | 22 | 2  | 0 | 20 | 14 | 91 | -77  |

|  | Relégué en National 1B. |
|  | T Tenant du titre. P Promu de National 1B. Pts points ; G victoires ; N match nuls ; P défaites Bp buts marqués ; Bc buts encaissés ; Diff différence de buts |

Nota :
1. 1 2  L'ESOFV La Roche-sur-Yon et le Caluire SCSC se voient retirer 3 points pour ne pas avoir d'équipe de moins de 13 ans.
2. ↑  Le Celtic de Beaumont se voient retirer 5 points pour ne pas avoir d'équipe de moins de 13 ans et d'entraineur de jeunes.
3. ↑  L'US Mans se voient retirer 6 points pour ne pas avoir d'équipe de moins de 16 ans et d'équipe de moins de 13 ans.

### Résultats
Source : Erik Garin et Hervé Morard, « France - List of Women Final Tables », sur rsssf.com
| Résultats (▼dom., ►ext.)                                   | Bru | Cal | Juv | RsY | Man  | Lyo | Bea | Soy | S-B | S-M | S-M | Tou |
| USO Bruay-la-Buissière                                     |     | 3-0 | 2-3 | 1-2 | 5-1  | 2-1 | 2-1 | 2-3 | 1-1 | 1-1 | 5-2 | 2-2 |
| Caluire SCSC                                               | 1-1 |     | 1-1 | 2-1 | 2-1  | 0-4 | 2-3 | 1-1 | 1-6 | 1-0 | 1-4 | 0-6 |
| FCF Juvisy                                                 | 2-1 | 6-0 |     | 2-0 | 7-0  | 1-0 | 6-0 | 2-1 | 4-1 | 1-0 | 3-3 | 1-0 |
| ESOFV La Roche-sur-Yon                                     | 3-0 | 1-0 | 1-1 |     | 3-1  | 2-1 | 0-0 | 3-3 | 0-3 | 0-2 | 3-0 | 0-2 |
| US Mans                                                    | 2-1 | 0-7 | 1-4 | 0-6 |      | 1-4 | 1-2 | 1-3 | 0-4 | 0-3 | 2-1 | 0-8 |
| FC Lyon                                                    | 1-3 | 4-0 | 1-2 | 3-1 | 1-0  |     | 4-1 | 1-1 | 2-2 | 2-0 | 7-4 | 0-3 |
| Celtic de Beaumont                                         | 1-1 | 0-0 | 1-2 | 3-2 | 2-1  | 0-1 |     | 1-4 | 1-1 | 1-0 | 3-2 | 0-2 |
| ASJ Soyaux                                                 | 1-3 | 1-2 | 1-3 | 8-1 | 4-0  | 0-1 | 0-0 |     | 2-2 | 2-3 | 2-1 | 0-3 |
| Saint-Brieuc SC                                            | 6-1 | 1-0 | 0-3 | 3-1 | 3-1  | 2-0 | 6-3 | 4-2 |     | 4-1 | 2-2 | 3-2 |
| VGA Saint-Maur                                             | 0-0 | 2-1 | 1-2 | 1-1 | 3-1  | 0-1 | 1-1 | 0-0 | 1-2 |     | 1-1 | 3-1 |
| Saint-Memmie Olympique                                     | 9-4 | 1-2 | 0-7 | 1-2 | 10-0 | 1-2 | 3-3 | 3-5 | 2-0 | 0-2 |     | 1-0 |
| Toulouse OAC                                               | 4-0 | 1-0 | 3-1 | 4-0 | 8-0  | 3-1 | 5-0 | 4-2 | 2-2 | 2-0 | 1-0 |     |
| - Victoire à domicile - Match nul - Victoire à l'extérieur |     |     |     |     |      |     |     |     |     |     |     |     |

## Bilan de la saison
| Championnat de France féminin de football 1996-1997 |                        |
| Champion                                            | FCF Juvisy (4e titre)  |
| Dauphin                                             | Toulouse OAC           |
| Promotions et relégations                           |                        |
| Promus en National 1A                               | AS Saint-Quentin       |
| Promus en National 1A                               | Montpellier Le Crès    |
| Promus en National 1A                               | Stade quimpérois       |
| Relégués en National 1B                             | Saint-Memmie Olympique |
| Relégués en National 1B                             | Caluire SCSC           |
| Relégués en National 1B                             | US Mans                |